# Keiji Tamada
Keiji Tamada (n. 11 aprilie 1980) este un fotbalist japonez.

## Statistici
| Japonia | Japonia | Japonia |
| An      | Meciuri | Goluri  |
| ------- | ------- | ------- |
| 2004    | 18      | 5       |
| 2005    | 16      | 2       |
| 2006    | 7       | 2       |
| 2007    | 0       | 0       |
| 2008    | 12      | 4       |
| 2009    | 10      | 1       |
| 2010    | 9       | 2       |
| Total   | 72      | 16      |